# Halésos
Dans la mythologie grecque et romaine, Halésos (en grec ancien Ἅλεσιος) est le fils d’Agamemnon et Briséis. Il prit le parti de Turnus, s’opposa au débarquement d’Énée et fut tué au combat par Pallas en défendant Imaon, un compagnon.

## Source
- Virgile, Énéide [détail des éditions] [lire en ligne], VII, 723 ; X, 411-425.